# Johann Jacob Bach
Johann Jacob Bach (Eisenach, 9 februari 1682 - Stockholm, 16 april 1722) was een Duitse hoboïst uit de muzikale familie Bach. Hij werkte het grootste deel van zijn leven aan het Zweedse koninklijke hof.

## Levensloop
Johann Jacob Bach werd op 9 februari 1682 geboren en twee dagen later gedoopt. Hij was de op een na jongste van de acht kinderen van Johann Ambrosius Bach en Elisabeth Lämmerhirt; na hem kwam nog Johann Sebastian. De ouders overleden beiden rond hun vijftigste: zij in de eerste helft van 1694, hij in februari 1695. Tot 1695 bezocht Johann Jacob de Latijnse school te Eisenach, daarna werd de dertienjarige samen met de tienjarige Johann Sebastian enige tijd ondergebracht bij hun oudste broer Johann Christoph Bach in Ohrdruf, ruim dertig kilometer ten oosten van Eisenach. Nog in hetzelfde jaar 1695 ging hij in de leer bij de stadsmuzikanten van Eisenach, die onder leiding stonden van Johann Heinrich Halle, de opvolger van hun vader. Vervolgens vertrok Bach naar Polen en Zweden; zijn broer Johann Sebastian componeerde mogelijke speciaal voor dit afscheid de Capriccio sopra la lontananza del suo fratello dillettissimo (1704).
Tussen 1703 en 1707 werd Bach aangenomen als hoboïst in de lijfwacht van de Zweedse koning Karel XII. Tijdens de Grote Noordse Oorlog reisde hij met de koning en diens troepen mee. Hij kwam op deze manier in 1713 terecht in Constantinopel, waar hij les nam bij de Franse fluitist Pierre-Gabriel Buffardin. 
Vanaf 1712 behoorde hij tot de hofkapel in Stockholm, in 1713 werd de aanstelling geformaliseerd. Op 31 mei 1715 trad hij in Stockholm voor het eerst in het huwelijk, met Susanna Maria Gaast. Na haar overlijden in 1719 hertrouwde Bach op 15 oktober 1721 met de weduwe Ingeborg Magdalena Norell.
Mogelijk heeft Bach een hobo- of fluitsonate in C-mineur geschreven. Deze sonate is ondertekend met 'Signor Bach', maar het is niet duidelijk of daar Johann Jacob Bach mee bedoeld wordt.